# Большая Кильмезь-Бия
Большая Кильмезь-Бия — деревня в Селтинском районе Удмуртской республики.

## География
Находится в западной части Удмуртии на расстоянии приблизительно 5 км на юго-запад по прямой от районного центра села Селты.

## История
Известна с 1717 года как деревня Кильмезь Бия с 26 дворами. В 1873 году здесь (Кильмезь-Бия или Кунянь-Бия) 18 дворов, в 1893 — 33, в 1905 — 37, в 1924 — 49. С 1935 года современное название. До 2021 года входила в состав Кильмезского сельского поселения.

## Население
Постоянное население составляло 116 человек (1717 год), 40 мужчин (1747), 36 (1802, удмурты), 153 человека (1873), 236 (1893), 271 (1905), 324 (1924, удмурты), 457 человек в 2002 году (удмурты 98 %), 51 в 2012.